# Obediencia debida
La obediencia debida, también llamada obediencia jerárquica, es una situación social en la cual una persona o un grupo de personas tiene la obligación jurídica de obedecer a otra persona. Típicamente existe obediencia debida en las relaciones laborales individuales, en la cadena de mandos de la jerarquía militar y en general en aquellas organizaciones de tipo jerárquico. En Derecho penal es una causa eximente de responsabilidad penal por delitos cometidos en el cumplimiento de una orden impartida por un superior jerárquico; el subordinado, autor material de los hechos, se beneficia de esta eximente, quedando subsistente la sanción penal en cabeza de su superior. En muchos casos las leyes penales han establecido que la obediencia debida no exime de responsabilidad penal cuando el autor material sabía que estaba cometiendo un delito o su ilicitud era manifiesta, como sucede en materia de violaciones de derechos humanos. La obediencia debida, como eximente de responsabilidad penal, no debe ser confundida con la causa de justificación llamada “cumplimiento del deber”, donde el mandato no proviene de una autoridad superior, sino de la ley misma.

## Denominación
Para referirse a esta eximente, la mayor parte de la doctrina penal utiliza la expresión de obediencia debida; no obstante, varios autores han criticado esta denominación, argumentando que ella implicaría que el ordenamiento jurídico puede establecer un "deber de acatamiento absoluto", aun en caso de órdenes que suponen la realización de hechos delictivos. De acuerdo a los mismos, esta situación resultaría ilógica y contradictoria, pues es un principio universalmente aceptado del Derecho que lo que está ordenado no puede estar al mismo tiempo prohibido y viceversa. 
Por ello, estos autores prefieren designar a esta eximente como cumplimiento de mandatos antijurídicos.

### Clases de obediencia
De acuerdo a la forma en que la obediencia debida se presente en la ley, es clasificable en: 
- Obediencia absoluta:

En virtud de esta, el subordinado está obligado a cumplir las órdenes lícitas e ilícitas (antijurídicas) que le ha impartido su superior jerárquico. Se subclasifica en
- Obediencia reflexiva:

Aquella en que el subordinado posee la facultad de suspender la ejecución de la orden y representar su ilicitud al superior jerárquico, pero en caso de que él insista en su realización, debe cumplirla sin más.
- Obediencia ciega:

Aquella en que el subordinado carece de la facultad de suspender y representar la orden.
- Obediencia relativa:

En virtud de esta, el subordinado está obligado a cumplir solo las órdenes lícitas que le ha impartido su superior jerárquico.
Debido a que la obediencia absoluta ciega no se encuentra contemplada en prácticamente ninguna legislación del mundo y la obediencia relativa supone casos que quedan al margen del Derecho penal (porque son órdenes lícitas), la obediencia debida (como eximente) es una situación que se plantea frente a casos de obediencia absoluta reflexiva.

## Naturaleza jurídica
La naturaleza jurídica de la obediencia debida es uno de los temas más debatidos por la doctrina. Sin embargo, por lo general, el efecto es similar: se sanciona penalmente al superior que dio la orden y se exime al subordinado. Dentro de las posiciones defendidas se encuentran las siguientes:

### Causa de justificación
La obediencia debida sería una causa de justificación y, por tanto, excluiría la antijuridicidad de las conductas realizadas bajo ella. Esta ha sido históricamente la posición tradicional, aunque actualmente se encuentra abandonada por los autores, salvo por unos pocos (como J. M. Rodríguez Devesa y J. J. Queralt). En algunos casos se le trata como una figura específica del cumplimiento del deber (justificante) y en otros se intenta delimitarla de esta última.
Expresamente se le contempla como causal de justificación en el Código Penal de Bolivia, Colombia, Costa Rica, Nicaragua, El Salvador e Italia- si la orden no es manifiestamente criminal. En el Código Penal español, se recoge como eximente de la responsabilidad criminal en el artículo 20 n.º 7 que expresa lo siguiente: "Están exentos de responsabilidad criminal: El que obre en cumplimiento de un deber o en el ejercicio legítimo de un derecho, oficio o cargo". También puede ser una atenuante a tenor del artículo 21 n.º 1 cuando no se cumplan todos los requisitos para eximir totalmente de responsabilidad criminal al sujeto activo. 
Esta posición ha sido discutida doctrinalmente por los juristas penales, entre otras razones:
- Porque no es capaz de explicar por qué se excluye el castigo del subordinado manteniendo la del superior que dio la orden, o sea, por qué se afirma que –la misma acción– está prohibida para uno y permitida –justificada– para el otro;
- Porque esta opción priva a la víctima de emplear la legítima defensa en contra del acto del subordinado, puesto que esta es aplicable solo frente a conductas prohibidas, y
- Porque provocaría la impunidad de los colaboradores (cómplices y encubridores), ya que no existe participación criminal en caso de actos justificados.

### Causal de ausencia de acción
La obediencia debida sería una causal de ausencia de acción, ya que el subordinado no ejecutaría una acción al ejecutar la orden, sino que solo sería un instrumento del superior. Por esta razón este último podría ser sancionado como autor (mediato) y la víctima podría defenderse legítimamente del ataque. Es una posición poco difundida, que aparentemente supera las objeciones de la anterior.
Sin embargo, no ha sido apoyada por la mayoría de los autores, al ser considerada irreal. Pues no tendría sustento postular que el subordinado se encuentra sometido al superior como un mero instrumento de su voluntad, ya que, si bien la voluntad del subordinado podría generarse de modo defectuoso, no carece de ella y, por tanto, si estaría actuando.

### Causal de error
La obediencia debida se trataría de un supuesto de error (y tratada en la teoría del error), pues el subordinado ejecutaría la orden bajo la creencia que obra lícitamente –conforme a Derecho–. Por ello esta posición ha elaborado una teoría de la apariencia, que señala que las órdenes impartidas al subordinado estarían, en parte, amparadas por una presunción de legitimidad (o legalidad), por lo que éste no requeriría conocer que ellas son lícitas, bastando con que en apariencia no infrinjan abierta o manifiestamente la ley. Es una posición que goza de importante prestigio en Iberoamérica.
Se le reconocería en este sentido en el Código de Justicia Militar del Perú y en el Código Penal Militar y la Ley de Fuerzas y Cuerpos de Seguridad de España.
Se ha criticado esta posición porque estrecharía los márgenes de la invencibilidad del error y, principalmente, porque los casos problemáticos de obediencia debida no son aquellos en que el subordinado se equivoca sobre la antijuridicidad de lo ordenado, sino que son aquellos en que cumple la orden a conciencia de su ilicitud.

### Causal de inexigibilidad
La obediencia debida sería una causal de inexigibilidad de otra conducta (o exculpación), pues el cumplimiento de la orden ilícita por parte del subordinado obedecería a circunstancias especiales que reducirían las habituales posibilidades de autodeterminación (motivarse en forma normal), producto de la tendencia a acatar las órdenes que reciben de sus superiores casi sin discusión, incluso cuando exceden sus facultades –producto de una instrucción y un régimen disciplinario rígido y severo–. Por ello el Derecho aceptaría razonablemente que, cuando el subordinado recibe una orden de ejecutar un hecho constitutivo de delito y la cumple, no sería cabal expresión de su voluntad. Sin embargo, y por lo general, solo lo eximiría de responsabilidad si lo ha hecho ante la insistencia de su superior, o sea, tras una previa disidencia o representación de su ilicitud. Esta es la posición que cuenta actualmente con más adeptos.
Se le reconocería en este sentido en el Código de Justicia Militar de Chile.
Una variante de esta posición sostiene que la obediencia debida no es, per se, una causal de exculpación, sino que debe encuadrarse en las (otras) causales: miedo insuperable (estado de perturbación emocional insuperable ante la amenaza de un mal) o estado de necesidad exculpante (sacrificio de un bien jurídico de igual entidad que el salvado).

## Requisitos
Determinar los requisitos de la obediencia debida es una tarea compleja, pues varios de ellos dependen de la naturaleza que se le atribuya a esta. De todas maneras, de modo general, pueden señalarse los siguientes:
- Relación de subordinación entre el que manda y el que obedece:

Esta debe estar establecida por una norma jurídica de Derecho público, como la Administración pública o las Fuerzas Armadas, excluyéndose el sector privado (por ejemplo, las empresas privadas).
- Orden formal:

El mandato debe provenir de un superior, es decir, emanar de la relación jerárquica, y cumplir las formalidades habituales.
- Orden con contenido delictivo:

El mandato debe referirse a la realización de una conducta típica y antijurídica (si es conforme a Derecho se configura un caso de cumplimiento de un deber).
- Subordinado no coaccionado:

El subordinado debe cumplir imperado por la orden, no coaccionado por el superior (en cuyo caso se configura una situación eximente por actuar bajo coacción).

## Críticas
La existencia de una causal genérica de obediencia debida ha sido seriamente criticada, porque tendería a la implantación de un sistema de sujeción ciega a las órdenes de los superiores. En otras palabras, invitaría a los subordinados a obedecer sin mayores reparos (sin considerar las consecuencias penales de sus conductas). Por ello se ha aconsejado que solo se establezca para casos específicos y delimitados.
Sin embargo, un gran número de autores aboga por su eliminación como eximente, puesto que el origen de este instituto se sitúa en la época en que el principio de autoridad constituía la base de convivencia en la sociedad y en la actualidad, tras la instauración del Estado de Derecho, rige el principio de juridicidad (o imperio de la ley), que implica que ante conflictos entre autoridad y legalidad siempre ha de primar la legalidad. Además, agregan que sus supuestos de hecho podrían resolverse adecuadamente mediante la teoría del error y las causales de inexigibilidad de otra conducta (miedo insuperable y estado de necesidad exculpante).

## Exclusiones
Fundamentalmente hasta la Segunda Guerra Mundial, la obediencia debida se reconoció como eximente sin mayores reparos. De hecho, se aplicó durante el juzgamiento de hechos producidos durante la Primera Guerra Mundial.
Sin embargo, al afrontar el juzgamiento de los crímenes de lesa humanidad cometidos durante la Segunda Guerra Mundial, los aliados se percataron del riesgo de que estos actos quedaran en la impunidad, al diluirse la responsabilidad dentro de la jerarquía nazi. Por ello, con el fin de impedir tal resultado, en el Estatuto del Tribunal Militar Internacional que creó el Tribunal de Núremberg se estableció que: «El hecho de que el acusado haya obrado según instrucciones de su gobierno o de un superior jerárquico no le eximirá de responsabilidad, pero podrá ser determinante de disminución de la pena si el Tribunal lo estima justo».
A partir de ese importante precedente, en el Derecho internacional no se reconoce a la obediencia debida como eximiente de responsabilidad penal. Así, por ejemplo, la Declaración sobre la Protección de Todas las Personas contra la Tortura y Otros Tratos o Penas Crueles, Inhumanos o Degradantes de la ONU (artículo 5º), de 9 de diciembre de 1975, el Código de conducta de los funcionarios encargados de hacer cumplir la ley de la ONU (artículo 5º), de 17 de diciembre de 1979, la Convención contra la Tortura y Otros Tratos o Pena Crueles, Inhumanos o Degradantes (artículo 2.3, "No podrá invocarse una orden de un funcionario superior o de una autoridad pública como justificación de la tortura"), de 10 de diciembre de 1984 y la Convención Interamericana para prevenir y sancionar la tortura (artículo 4º, "El hecho de haber actuado bajo órdenes superiores no exime de la responsabilidad penal correspondiente"), de 9 de diciembre de 1985.
Los ordenamientos nacionales también se han hecho eco de esta tendencia. Por ejemplo, los códigos penales  de Alemania y Suiza no consideran como eximente la obediencia debida, y los de Austria, Checoslovaquia, Noruega, Dinamarca y Rusia solo la consideran una circunstancia que reduce la pena aplicable en concreto (circunstancia atenuante). En Venezuela, la Constitución nacional de 1999 establece en su artículo 25 que «todo acto dictado en  ejercicio del Poder Público que viole o menoscabe los derechos garantizados por esta Constitución y la Ley es nulo y los funcionarios públicos y funcionarias públicas que lo ordenen o ejecuten incurren en responsabilidad penal, civil y administrativa, según los casos, sin que les sirvan de excusa órdenes superiores».
El Pleno de la Sala de lo Militar del Tribunal Supremo de España dictó con fecha 22 de marzo de 2018 una sentencia rechazando que en el ámbito castrense la obediencia debida pueda ser considerada como causa de exclusión de la responsabilidad. Razona el Tribunal Supremo que en un sistema democrático no resulta aceptable el postulado de la obediencia debida cuando es la Ley, precisamente, la fuente de toda autoridad y, por ende, nadie puede situarse en un plano superior a la misma. Existe por tanto, y sin perjuicio de una obediencia jerárquica, ante todo una obediencia legal, habiendo obligación de obedecer al superior en relación con toda orden que se encuentre de acuerdo con el ordenamiento jurídico y, correlativamente hay obligación de desobedecer toda orden contraria al ordenamiento jurídico.

### Bibliográficas
- Cury Urzúa, Enrique (1994). Derecho Penal. Parte General. Santiago: Editorial Jurídica de Chile. ISBN 956100956K. Tomo II.
- De Rivacoba y Rivacoba, Manuel (1969). La obediencia jerárquica en el Derecho Penal. Valparaíso.
- Etcheberry, Alfredo (1998). Derecho Penal. Parte General. Santiago: Editorial Jurídica de Chile. ISBN 956-10-1205-7. Tomo I.
- Queralt, Joan Josep (1986). La obediencia debida en el Código Penal. Análisis de una causa de justificación. Barcelona: Librería Bosch. ISBN 84-7698-020-5.
- Rodríguez Devesa, José María (1993). Derecho Penal Español. Parte General. Madrid. ISBN 84-88030-79-7. Tomo I.
- Szczaranski Cerda, Clara (2002). «La obediencia forzada». Revista de Derecho. Consejo de Defensa del Estado 6 (.).  (en DOC).
- Vives Antón, Tomás (1995). «Consideraciones político-criminales en torno a la obediencia debida». La Libertad como pretexto. Tirant Lo Blanch. ISBN 84-8002-230-2.
- Zúñiga Rodríguez, Laura (1991). «La obediencia debida: consideraciones dogmáticas y político-criminales». Nuevo Foro Penal 53 (.). . Archivado desde el original el 1 de enero de 2007. Consultado el 21 de septiembre de 2021.

### Otras
1. ↑  Supiot, Alain (jun 1990). «Pourquoi un droit du travail». Droit Social (Francia) (6): 485-492.
2. 1 2  Albán Alencastro, Juan Pablo (19 de enero de 2014). «La obediencia debida y las violaciones a los derechos humanos». Prohomine.
3. ↑  Tribunal Supremo español. Sala de lo Militar (Pleno). STS de 22 de marzo de 2018 (ROJ: STS 1132/2018; rec. 117/2017); ECLI: ES:TS:2018:1132 [FJ 2º] 

«[...] No obstante, diremos que en un sistema democrático no cabe la exención por razón de la obediencia debida, pues tal forma de ver las cosas se basa en un sistema autoritario. El sistema autoritario defiende que quien manda, ordena una cosa que debe ser cumplida, aunque infrinja la ley y el que cumple no tiene responsabilidad por cumplirla. Lo que no ocurre en el sistema democrático constitucional en el que prima el cumplimiento de la ley, de la que proviene toda autoridad, y no es posible ocultarse detrás de una orden para incumplir una ley y no tener responsabilidad; nadie está por encima de la ley [...] En nuestro ordenamiento no existe un deber de obediencia debida en el que el que obedece debe cumplir todo lo ordenado, siendo irresponsable por lo que realice. El examen de la legislación correspondiente pone de manifiesto que el sistema que se sigue es el de la obediencia legal, esto es, hay obligación de obedecer al superior en relación con toda orden que se encuentre de acuerdo con el ordenamiento jurídico y, correlativamente hay obligación de desobedecer toda orden contraria al ordenamiento jurídico. [...] En definitiva, no caben en nuestro ordenamiento jurídico -y esto afecta, desde luego, entre otros y a lo que aquí interesa a las Fuerzas Armadas y a la Guardia Civil-, mandatos antijurídicos obligatorios, entendiendo por ello cualquier mandato que vaya contra la Ley o el Derecho.»